# Madge Titheradge

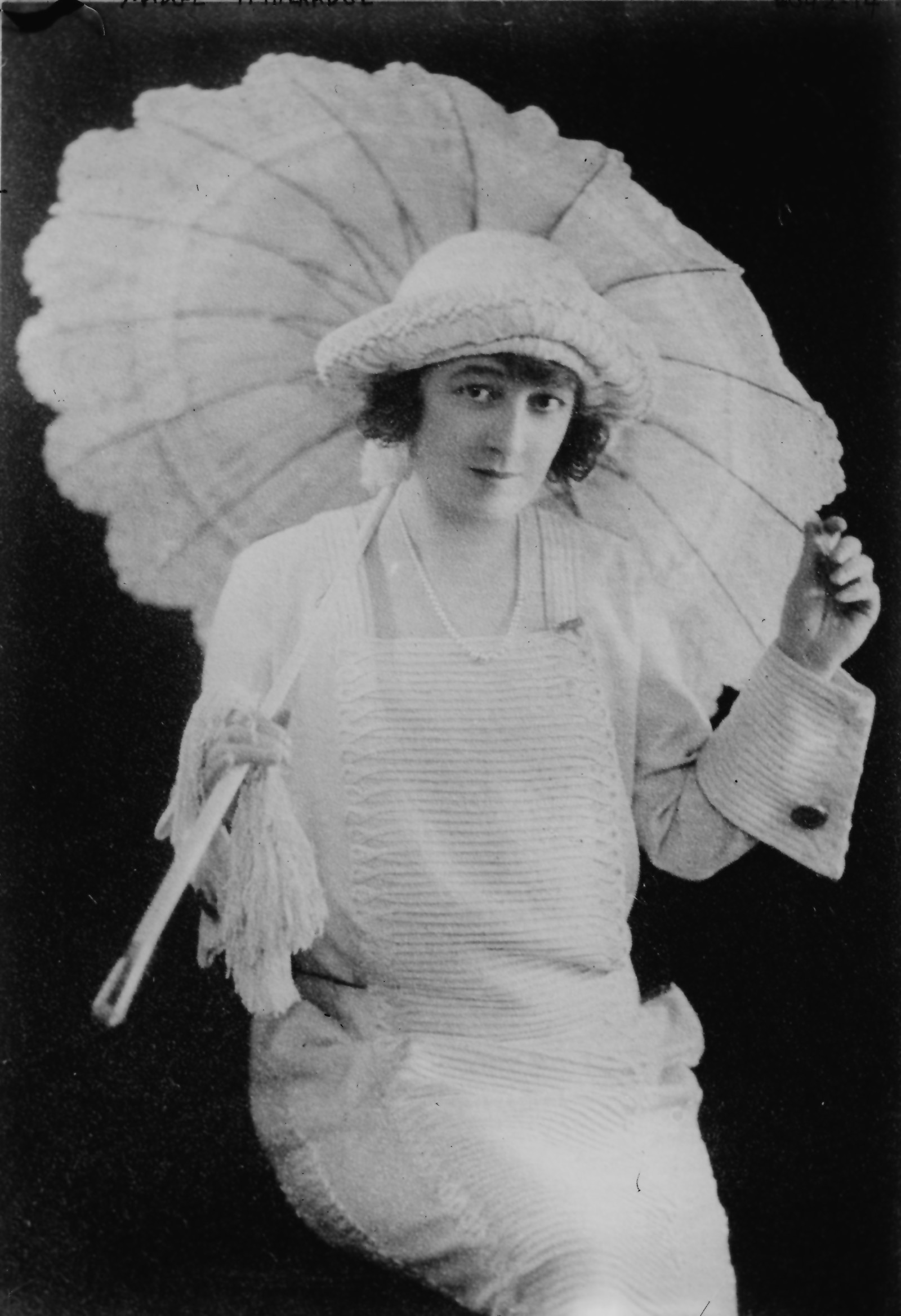
Madge Titheradge

Margaret Naomi Titheradge (* 2. Juli 1887 in Melbourne; † 14. November 1961 in Fetcham, Surrey) war eine australisch-britische Theater- und Filmschauspielerin.

## Leben und Wirken
Madge Titheradge war die Tochter des Schauspielers George Sutton Titheradge (1848–1916) und dessen Frau Alma Maria Johanna Santon (1849–1922). Sie hatte fünf Schwestern, Lilian (* 1877), Sylvia (* 1882), Frances (* 1883), Evelyn (* 1885) und Alexandra Nina (* 1888) sowie einen Bruder Dion (1889–1934) der ebenfalls Schauspieler war. Darüber hinaus hatte sie zwei Stiefbrüder, Henry Augustus Lionel (* 1873) und Sutton Wallace (* 1877) sowie eine Stiefschwester Henriette Louise (* 1875) aus der ersten Ehe ihres Vaters. Ihre Kindheit verbrachte sie in Australien, bis die Familie 1898 nach Großbritannien zog.
Am 8. März 1910 heiratete sie den Schauspieler Charles Quatermaine. Die Ehe wurde 1918 geschieden. Im Jahr 1928 ehelichte sie den amerikanischen Geschäftsmann Edgar Park, mit dem sie bis zu seinem Tod 1938 verheiratet war.
Ihr Theaterdebüt gab sie im Londoner Garrick Theater im Jahr 1902 in dem Musical The Water Babies. In den folgenden Jahren konnte man sie in verschiedenen Bühnenstücken sehen, so in Henry V., Gamblers All, Grounds for Divorce, Theatre Royal und The Promise. Hier trat sie u. a. mit so prominenten Schauspielern wie Gerald du Maurier, Laurence Olivier, George Zucco und Ralph Richardson auf. Theatertourneen führten sie nach Australien, die USA und nach Kanada. Ihr Filmdebüt gab sie im Jahr 1915 in der Rolle der Countess de Rochequelaune in dem Film Brigadier Gerard. Weitere Filme in Großbritannien und den USA folgten. Ihren letzten Auftritt beim Film hatte sie 1920. Anschließend widmete sie sich wieder der Bühne, bis sie sich im Jahr 1938 aus gesundheitlichen Gründen ins Privatleben zurückzog.

## Filmografie
- 1915: Brigadier Gerard
- 1916: A Fair Impostor
- 1917: The Woman Who Was Nothing
- 1918: God Bless Our Red, White and Blue
- 1919: Gamblers All
- 1920: David and Jonathan
- 1920: A Temporary Gentleman
- 1920: Her Story
- 1920: Love in the Wilderness
- 1920: The Husband Hunter